# FC Progrès Niedercorn
Fotbal Club Progrès Niedercorn este o echipă de fotbal din orașul Differdange, în sud-vestul Luxemburgului. Evoluează în Divizia Națională a Luxemburgului.